# Francisco de Toledo (vice-roi)
Pour le cardinal de la Compagnie de Jésus, voir Francisco de Toledo.
Francisco Álvarez de Toledo naît le 10 juillet 1515 à Oropesa et meurt le 21 avril 1582 à Escalona. Descendant du roi de Castille Alphonse XI le Juste et de doña Leonor Núñez de Guzmán (qui est descendante de la famille de Santo Domingo de Guzmán), est le cinquième des vice-rois du Pérou. Il occupe cette fonction de 1569 à 1581. 

## Biographie
Francisco de Toledo nait en juillet 1515 au palais des Álvarez de Toledo, Comtes d'Oropesa à Oropesa (Tolède), Espagne, et meurt en 1582.
Durant son gouvernement au Pérou, il installe le tribunal de l'Inquisition en 1570 (sa première victime sera Matheus Saladé, un Français installé à Lima, exécuté en novembre 1573). Il fait élever des fortifications sur la côte contre les attaques de pirates et il écrase la révolte de Túpac Amaru qu'il fait exécuter. 
Il centralise les aspects essentiels de l'administration coloniale et généralise nombre de structures que ses prédécesseurs ont voulu mettre en place : le système des réductions, qui est généralisé à tous les indiens entre 1570 et 1575 ; la Visite Générale qui permettait de faire l'inventaire des provinces, des villes ou des réductions, ainsi que de recenser la population ; les Corregidores de Indios, fonctionnaires chargés de veiller aux Républiques d'Indiens ; les Curacas, caciques indiens chargés de récolter l'impôt et d'envoyer un nombre suffisant d'indiens de leur communauté contribuer aux travaux dans le cadre de la Mita. 
Francisco de Toledo établit ainsi les bases de ce qui sera le système administratif du Pérou. Il peaufine et règle également le système de l'encomienda et la mita.